# سایمالو تاش
سایمالو تاش (در قرقیزی به معنای سنگ مزین) نام محوطه‌ای پر از سنگ‌نگاره است که در استان جلال‌آباد کشور قرقیزستان در جنوب کازارمان واقع شده است.
این مجموعه شامل حدود ده هزار سنگ حکاکی شده است که تاریخ حکاکی آن‌ها بین دو هزار سال پیش از میلاد تا سده‌های میانه را دربر می‌گیرد. نقش‌های حیوانات مختلف و صحنه‌های شکار و ارابه‌رانی و مراسم‌ها و تشریفات مذهبی و آیینی بر روی این تخته‌سنگ‌ها قابل مشاهده هستند و با وجود قدمت بسیار زیاد، اکثر آنها کاملاً سالم بوده و در شرایط مناسبی نگهداری می‌شوند. دلیل تمرکز این حکاکی‌ها در این محوطه مشخص نیست.
سایمالو تاش را تنها در ماه اوت و با پیمودن مسیر یک‌روزه پیاده یا با اسب می‌توان بازدید کرد. در دیگر ماه‌ها شرایط برفی رفتن به این محل را دشوار می‌کند.